# Deficiência de molibdênio
A deficiência de molibdênio é uma deficiência nutricional raramente diagnosticada em humanos, pois apenas 45 microgramas por dia já são suficientes para adultos, e o molibdênio pode ser encontrado em diversos grãos, verduras e carnes. 
O excesso também é raro, pois o mineral é rapidamente eliminado pelo organismo e causa sintomas apenas quando seu consumo é de 10 mg/dia (1000 vezes mais que o necessário) por um longo período.

## Função do molibdênio
O Molibdênio auxilia na desintoxicação do fígado, pode regular o metabolismo do cálcio, magnésio e cobre, e facilitar a utilização do ferro. O mineral foi associado ao crescimento ósseo e a um risco reduzido de cárie dentária. Também pode ser útil no desenvolvimento do sistema nervoso, no tratamento do câncer e no metabolismo do nitrogênio. 
Alguns estudos ainda vinculam este mineral com um menor risco de câncer de estômago e câncer de esôfago.
Em mamíferos, ele é necessário como cofator de três enzimas essenciais:
- Xantina oxidase (XO) para metabolismo das purinas;
- Aldeído oxidase (AO) para catalisar a conversão de aldeídos a ácidos;
- Sulfito oxidase (SO) para metabolismo dos aminoácidos que contêm enxofre.

## Causa
A deficiência de molibdênio não costuma ser encontrada em pessoas saudáveis, sendo apenas relatada em pacientes internados por longos períodos recebendo apenas nutrição parenteral (como soro fisiológico intravenoso), em recém nascidos sem a capacidade de formar o cofator de molibdênio ou em pacientes com doenças que causam sua severa má-absorção ou excessiva excreção.

## Sinais e sintomas
Os sintomas de deficiência de molibdênio:
- Aumento da frequência cardíaca;
- Aumento da frequência respiratória;
- Convulsão;
- Náusea e vômito;
- Confusão mental;
- Cegueira noturna;
- Doenças na boca e gengiva;
- Impotência sexual em homens mais velhos;
- Sensibilidade ao sulfito (O molibdênio é necessário para sua desintoxicação);
- Coma.

## Diagnóstico diferencial
Os mesmos sintomas podem ser causados pela deficiência do cofator de molibdênio, uma doença genética rara, difícil de ser diagnosticada e que geralmente leva a uma acumulação de níveis tóxicos de sulfito, causando dano neurológico fatal logo nos primeiros meses de vida.